# マリオ・ロアッタ
マリオ・ロアッタ（Mario Roatta, 1887年2月2日 - 1968年1月7日）は、第二次世界大戦中のイタリア王国の軍人。ユーゴスラビア侵攻時スロベニアの占領地でイタリア第二軍を率いてスロベニア人の弾圧を主導した。またスペイン内戦時にはイタリアの義勇軍、CTVを率いて参戦した。